# Nguyễn Dy Niên
Nguyễn Dy Niên (sinh ngày 9 tháng 12 năm 1935) là một chính khách Việt Nam. Ông nguyên là Ủy viên Trung ương Đảng Cộng sản Việt Nam, Ủy viên Hội đồng Quốc phòng và An ninh Việt Nam, Đại biểu Quốc hội khóa XI, Bí thư Ban Cán sự Đảng Bộ Ngoại giao, nguyên Bộ trưởng Bộ Ngoại giao nước Cộng hòa Xã hội chủ nghĩa Việt Nam.

## Tiểu sử và quá trình công tác
Ông Nguyễn Dy Niên sinh 09/12/1935 tại xã Hoằng Anh, thành phố Thanh Hóa, tỉnh Thanh Hóa. Gia nhập Đảng Cộng sản Việt Nam 16/03/1965, là Thạc sĩ văn học Ấn Độ.
- 1950: Tham gia cách mạng.
- Từ 1954 đến 1984: Công tác tại Bộ Ngoại giao qua nhiều chức vụ ở Vụ khu vực và Văn phòng Bộ
- Từ 1956 đến 1959: Công tác tại Tổng Lãnh sự quán Việt Nam tại Ấn Độ
- Từ 1964 đến 1969: Công tác tại Tổng Lãnh sự quán Việt Nam tại Ấn Độ.
- Từ 1970 đến 1972: Công tác tại Vụ châu Á 1 Bộ Ngoại giao.
- Từ 1973 đến 1975: Là Đại biện lâm thời Việt Nam tại Australia.
- Từ 1976 đến 1979: Là trợ lý Vụ trưởng Bộ Ngoại giao.
- Từ 1980 đến 1981: Là Vụ phó,sau đó là Quyền Vụ trưởng Vụ châu Á 4.
- Từ 1982 đến 1983: Là Chánh Văn phòng Bộ Ngoại giao.
- Từ 1984 đến 1986: Là trợ lý Bộ trưởng Bộ Ngoại giao.
- Từ 02/1987: Là Thứ trưởng Bộ Ngoại giao phụ trách các vấn đề đối ngoại, Chủ tịch Ủy ban Quốc gia UNESCO của Việt Nam.
- Từ 6/1991 đến 1/2000: Là Ủy viên TƯ khóa VII, VIII, IX; Thứ trưởng Bộ Ngoại giao phụ trách khu vực châu Âu, công tác Lãnh sự, Chủ nhiệm Ủy ban về người Việt Nam ở nước ngoài, Chủ tịch Ủy ban Quốc gia UNESCO của Việt Nam.
- Từ 02/2000 đến 06/2006: Là Ủy viên Trung ương Đảng Cộng sản Việt Nam, Bộ trưởng Bộ Ngoại giao chính phủ nước CHXHCN Việt Nam, Bí thư Ban Cán sự Đảng Bộ Ngoại giao (3/2000), Chủ tịch Hội đồng thi đua Bộ.
- Từ 7/2002: Đại biểu Quốc hội khóa XI.
- Từ 8/2002 đến 6/2006: là Ủy viên Hội đồng Quốc phòng - An ninh Quốc gia nước CHXHCN Việt Nam.
- 27/6/2006: Quyết định xin từ nhiệm và nghỉ hưu theo chế độ.

## Những đóng góp cho Ngoại giao Việt Nam
Ông Nguyễn Dy Niên đã công tác suốt hơn 50 năm trong ngành ngoại giao, trải qua nhiều chức vụ, tham gia nhiều cuộc đàm phán quốc tế. Ông đã triển khai mạnh mẽ và thiết thực chủ trương ngoại giao phục vụ phát triển kinh tế, đóng góp có hiệu quả vào sự nghiệp công nghiệp hóa, hiện đại hóa đất nước. Ông là người đầu tiên của ngành ngoại giao đã tổng kết những tư tưởng của Hồ Chí Minh về lĩnh vực ngoại giao và xây dựng khá đầy đủ những tư tưởng này thành một hệ thống "Tư tưởng ngoại giao Hồ Chí Minh" phục vụ công tác giảng dạy và nghiên cứu nghệ thuật ngoại giao mang đặc trưng Việt Nam. Ông cũng đã giới thiệu việc vận dụng một cách có hệ thống và hiệu quả "Tư tưởng ngoại giao Hồ Chí Minh" vào hoạt động đối ngoại, đặc biệt là trong tình hình quốc tế phức tạp ở những năm đầu thế kỷ XXI, góp phần nâng cao vị thế quốc tế của đất nước..

## Khen thưởng
- Huân chương Kháng chiến chống Mỹ cứu nước hạng Nhất.
- Huân chương Lao động hạng Nhất
- Huy hiệu 40 năm tuổi Đảng.